# Battaglione volontari di Sardegna "Giovanni Maria Angioy"
Il Battaglione volontari di Sardegna «Giovanni Maria Angioy» è stato un battaglione della Repubblica Sociale Italiana formato da cittadini sardi attivo dall'ottobre 1943 al febbraio 1944 e impiegato in Istria e Venezia Giulia nella Zona d'operazioni del Litorale adriatico (OZAK). Suoi elementi furono poi furono paracadutati in Sardegna per svolgere attività informativa.

## Storia

### Il centro raccolta a Capranica

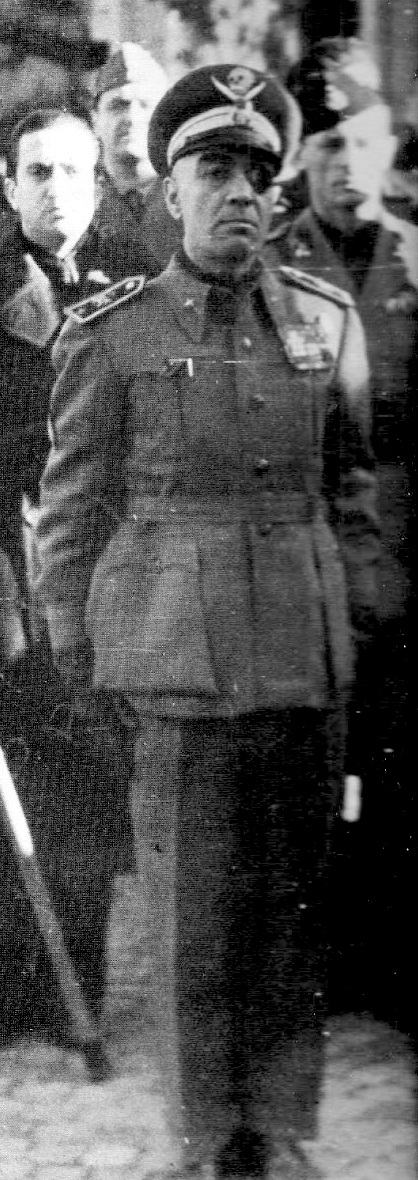
Francesco Maria Barracu, nell'uniforme del Battaglione.

Dopo l'armistizio dell'8 settembre 1943, il padre saveriano Luciano Usai che era già stato cappellano militare del 31º Battaglione  guastatori d'Africa del Genio, impiegato durante tutta la campagna del Nord Africa sotto il comando di Paolo Caccia Dominioni, tentò di rientrare nella sua natia Sardegna raggiungendo Civitavecchia. Il rientro si rivelò impossibile sia per lui che per molti altri sardi che nel frattempo erano autonomamente affluiti anch'essi nel porto laziale. Vedendo altri sardi in difficoltà e impossibilitati al rientro, Usai incominciò a richiedere aiuto sia presso il Vaticano sia presso il comando tedesco, che gli concede un lasciapassare più alcuni autocarri e viveri con l'impegno di costituire presso Capranica un centro raccolta per sardi. La notizia, diffusa anche via radio, fece affluire diversi volontari sardi, oltre a quelli che reclutò direttamente Usai sottraendoli alle carceri i cui erano stati reclusi per essersi opposti all'occupazione tedesca.
Con la costituzione della Repubblica Sociale Italiana, la medaglia d'oro al V.M. Francesco Maria Barracu, sardo di Santu Lussurgiu, fu nominato Sottosegretario alla Presidenza del Consiglio dei ministri. Usai aveva stretto con lui rapporti di profonda amicizia, fin da quando Barracu era stato federale del PNF di Bengasi, e ottenne da lui un incontro in cui gli sottopose la questione dei sardi presenti a Capranica. Barracu decise pertanto di formare un'unità organica composta interamente da sardi volontari nella RSI, in buona parte reduci dalla disciolta 12ª Divisione fanteria «Sassari», così nel settembre del 1943 fu aperto l'arruolamento con questo comunicato:
(Giorgio Bocca, La repubblica di Mussolini, Roma-Bari, Laterza, 1977.)
Ai sardi già presenti a Capranica furono sottoposte alcune soluzioni al loro status di sbandati: andare a lavorare in Germania o nelle fabbriche del nord, o comunque abbandonare Capranica dove sarebbero rimasti solo coloro che si sarebbero arruolati nelle forze armate della Repubblica Sociale Italiana.

### La nascita del Battaglione volontari di Sardegna

Il tenente colonnello Bartolomeo Fronteddu, primo comandante del Battaglione volontari di Sardegna

Il tenente colonnello della GNR Bartolomeo Fronteddu fu inviato in ottobre con altri ufficiali a Capranica per organizzare e addestrare il reparto. Fronteddu era un anziano militare di carriera che era rimasto invalido durante la Grande Guerra. In circa un migliaio aderirono alla Repubblica Sociale Italiana e costituirono l'organico del Battaglione volontari di Sardegna.
Furono vestiti, addestrati e armati con fucili Carcano Mod. 91, mitra Beretta MAB 38 e mitragliatrici Breda-SAFAT e Breda Mod. 31. Il battaglione fu intitolato a Giovanni Maria Angioy, rivoluzionario e politico sardo considerato un patriota dall'autonomismo e dell'indipendentismo sardo.
Il reparto, a novembre del 1943, si trasferì nella caserma «Lungara» di Roma, dove rimase sino al 12 dicembre.
Durante il soggiorno romano, un gruppo di sardi del reparto disertò e trovò rifugio nella stessa Capranica. Usai, anche accompagnato dal colonnello Fronteddu, si recò più volte a Capranica tentando inutilmente di convincerli a fare rientro al reparto.
Nel frattempo il partigiano Salvatore Alessi, preso prigioniero dai tedeschi da pochi giorni, rivelò la presenza dei disertori sardi a Capranica, offrendosi anche di accompagnarli. Il 17 novembre due autocarri delle SS giunsero a Capranica e bloccate le arterie principali rastrellarono diciotto disertori. Solo Francesco Zuddas scampò fortunosamente alla morte e, ignaro della delazione di Alessi, accusò della strage Usai quando questo, dopo la prigionia, fu processato in Sardegna.
Sempre durante il periodo romano due militari del battaglione, l'ufficiale Gavino Luna e il sergente Pasquale Cocco, furono arrestati con l'accusa aver compiuto atti di sabotaggio. Finirono entrambi fucilati nel corso dell'eccidio delle Fosse Ardeatine.
Il battaglione fu quindi trasferito a Cremona nel dicembre 1943, e furono allontanati degli elementi non fidati.

### Il Battaglione in Zona d'operazioni del litorale adriatico

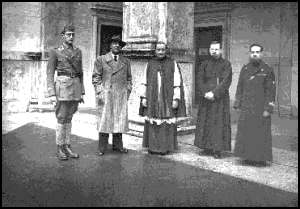
da sin. il capitano Achille Mansu, il sottosegretario Barracu e il cappellano Luciano Usai

Nel gennaio del 1944 il Battaglione fu trasferito nella Zona d'operazioni del Litorale adriatico (OZAK), a Opicina, località vicino a Trieste. Altri reparti dell'Angioy furono dislocati invece a Abbazia e a Pola.
Sempre in gennaio il colonnello Fronteddu, primo comandante del Battaglione, assunse un nuovo incarico presso il Comando provinciale di Padova e assunse il comando del Battaglione un giovane militare di carriera: il capitano Achille Manso, cagliaritano, che sino a quel momento aveva ricoperto l'incarico di comandante interinale. 
Fronteddu, il 14 agosto, fu poi ucciso insieme all'autista da un gruppo di gappisti del Partito d'Azione, in un attentato che in realtà aveva per obiettivo il generale Piatti.. Per rappresaglia vennero impiccati e fucilati una decina di partigiani, fra cui il medico oristanese Flavio Busonera, componente del CLN di Padova.
Alla fine di gennaio si verificò nel reparto un grave atto di diserzione da parte di 28 soldati. L'episodio trovò conferma quasi immediata in una nota redatta il 12 febbraio del 1944 dal maggiore Faccini, ufficiale di collegamento fra l'esercito della RSI e il comando operativo dell'esercito tedesco posto a Sesana (Trieste). Il gruppo di disertori guidati da Luigi Podda di Orgosolo si unì ai partigiani della brigata d'assalto «Trieste». Nel dopoguerra Podda fu condannato a venticinque anni di reclusione per una sanguinosa rapina a un furgone porta valori avvenuta il 9 settembre 1950 in cui trovarono la morte tre carabinieri.

### Scioglimento
A seguito di queste ultime diserzioni il battaglione fu sciolto nel febbraio 1944 e i militari trasferiti momentaneamente in un campo di concentramento presso Opicina.
Coloro i quali riconfermarono il proprio giuramento di fedeltà alla RSI furono assegnati a vari reparti italiani. Mentre Il capitano Achille Manso assunse il comando del XVI Battaglione difesa costiera «Julia» di stanza a Gorizia, l'aliquota maggiore fu assorbita dal XIV Battaglione costiero da fortezza di stanza a Fiume che era costituito da 200 militi della Guardia Nazionale Repubblicana di Frontiera, già della Milizia Confinaria. Oltre ai 200 sardi aggregati al Battaglione confinario della GNR, un altro consistente reparto del disciolto battaglione «Angioy» fu acquartierato ad Abbazia in Istria non lontano da Fiume e Pola. Vi rimasero fino all'ingresso dei partigiani titini il 3 maggio 1945.

### L'operazione di sabotaggio in Sardegna
Da questo reparto, su incarico di Barracu, Usai trasse, nel marzo del 1944, un gruppo di volontari che si paracadutò con lui in Sardegna tra giugno e novembre dello stesso anno per compiervi azioni di spionaggio e di sabotaggio.
Il gruppo, debitamente addestrato dai tedeschi a Padova e in Germania, dopo essere stato imbarcato sugli aerei a Bergamo fu paracadutato in più riprese in Sardegna: Usai fu inviato a Is Arutas, presso Cabras, il 23 giugno e, dopo varie vicende, fu arrestato dai Carabinieri del controspionaggio in un ristorante di Alghero.
Gli altri 8 paracadutati furono: il tenente Pischedda, il sergente maggiore Mario Corongiu di Laconi, il soldato Francesco Campus di Macomer, l'aviere Angelo Manca di Villanova Monteleone, il caporale Antonio Marchi di Zeddiani, l'aviere Virgilio Cotza di Orroli, il sergente Antonio Mastio di Orani, l'aviere Antonio Castia di Macomer; questi toccano terra in due notti successive, ma furono tutti catturati e rinchiusi in una specie di campo di concentramento situato nella periferia di Oristano, in attesa di essere tradotti nelle carceri della stessa cittadina.
Dal campo, temendo una condanna a morte per spionaggio, riuscì a evadere il tenente Pischedda ma, incappato in una pattuglia di Carabinieri, rimase ucciso nel conflitto a fuoco. Un ultimo lancio fu effettuato dal sergente cagliaritano Francesco Trincas, quattro mesi dopo, ma anche questi fu catturato.

#### Le condanne
Furono tutti processati nel marzo del 1945 dal tribunale militare con l'accusa di alto tradimento per essersi arruolati nell'esercito della RSI dopo l'8 settembre; pubblico ministero fu il tenente Francesco Coco, poi ucciso dalle Brigate Rosse nel 1976, il quale chiese la condanna a morte mediante fucilazione alla schiena per Usai e l'assoluzione per tutti gli altri imputati. Il tribunale invece inflisse al cappellano una condanna a trent'anni di carcere e dispose l'assoluzione per gli altri soldati.
Usai finì nel penitenziario dell'Asinara, da dove uscì nel 1946 in virtù della cosiddetta «amnistia Togliatti». I suoi commilitoni, seppure assolti dal tribunale militare, dovettero scontare due anni di confino erogati dall'Alto Commissariato per le Sanzioni contro il Fascismo.

## I simboli del Battaglione
Il Battaglione aveva come insegna il fascio littorio con i classici quattro mori bendati dello stemma della Sardegna. Il fregio delle divise era costituito da un fascio su due «Guspinese» incrociate, il classico coltello sardo a serramanico divenuto famoso durante la prima guerra mondiale, e sovrastate da un teschio.

### Articoli
- Paolo Crippa: "Battaglione Volontari di Sardegna 'G.M. Angioy' ", "Ritterkreuz" numero 64 - luglio 2019.
- Dino Sanna: "Le spie venute dal cielo", "Almanacco di Cagliari" - 1992.
- Silvio Mazzaraco: "Quelli della Confinaria" e "Cronaca di una battaglia", "Nuovo Fronte" - 1997.
- "I Volontari di Sardegna" - Quindicinale tedesco "Signal", n. 4 - 1944.
- "Aquile del carnaro", anno I, n. 1, 8 dicembre 1944.

### Documenti
- Operativa del Litorale Adriatico - relazione del Maggiore Faccini, ufficiale di collegamento fra le forze armate della R.S.I. e il comando operativo dell'esercito tedesco del litorale adriatico - 12 febbraio 1944.
- Sentenza del tribunale militare regionale di Cagliari - 16 marzo 1945.
- Memoria inviata dal capitano Achille Manso al ministero della guerra - non datata, ma presumibilmente del periodo fine 1945/inizio 1946.